# Élections cantonales valaisannes de 1997
 (octobre 2021).
Si vous disposez d'ouvrages ou d'articles de référence ou si vous connaissez des sites web de qualité traitant du thème abordé ici, merci de compléter l'article en donnant les références utiles à sa vérifiabilité et en les liant à la section « Notes et références ».
Les élections cantonales valaisannes se sont déroulées les 2 mars 1997 et 16 mars 1997 afin de renouveler le Grand Conseil et le Conseil d'État du canton du Valais.
La participation au scrutin a atteint le pourcentage de 62,87 %. Le Parti démocrate-chrétien perd 4 sièges, mais conserve sa majorité absolue au Grand Conseil. Au Conseil d'État, il ne fait élire que 3 candidats sur 4 et perd ainsi un siège. Le Parti radical-démocratique conserve ses 34 sièges de députés et son représentant au sein du Conseil d'État. Le Parti socialiste effectue une forte progression de 5 sièges et pour la première fois parvient à faire élire un candidat au Conseil d’État. Le Parti libéral perd un siège pour se retrouver avec 4 élus, dès lors il ne peut plus former de groupe parlementaire, le seuil étant fixé à 5 députés.

## Grand Conseil
Le parlement du canton du Valais, appelé Grand Conseil, est doté d'une seule chambre, renouvelée intégralement tous les quatre ans au scrutin direct.
Le Grand Conseil est composé de 130 sièges pourvus dans des circonscriptions correspondant aux 14 districts du Canton. Aux 130 députés qui siègent, il faut ajouter 130 députés-suppléants, élus sur des listes séparées et dont la tâche est de remplacer les députés lorsque ceux-ci ne peuvent assister aux séances du Grand Conseil, ou des commissions, à l'exception notable des trois commissions dite de "Haute surveillance", Commission de gestion, Commission des finances et Commission de justice.

### Mode d'élection
Les 130 sièges sont pourvus au scrutin proportionnel. Chaque district forme une circonscription électorale. Le scrutin pour les députés et pour les députés-suppléants se déroule de la même manière.
Les listes sont dites ouvertes et les électeurs ont ainsi la possibilité de les modifier en rayant ou ajoutant des noms, d'effectuer un panachage à partir de candidats de listes différentes ou même de composer eux-mêmes leurs listes sur un bulletin vierge. Après décompte des résultats, les sièges sont répartis selon la méthode du quotient d'Hagenbach-Bischoff puis celle de la plus forte moyenne. Pour entrer dans la répartition des sièges, une liste doit dépasser le seuil électoral fixé à 8 %. Les apparentements de liste ne sont pas autorisés par la loi.
Le dépôt des listes a lieu jusqu'au 30 janvier, les numéros de listes sont attribués, par district, selon l'ordre de dépôt des listes auprès du Préfet.

### Répartition

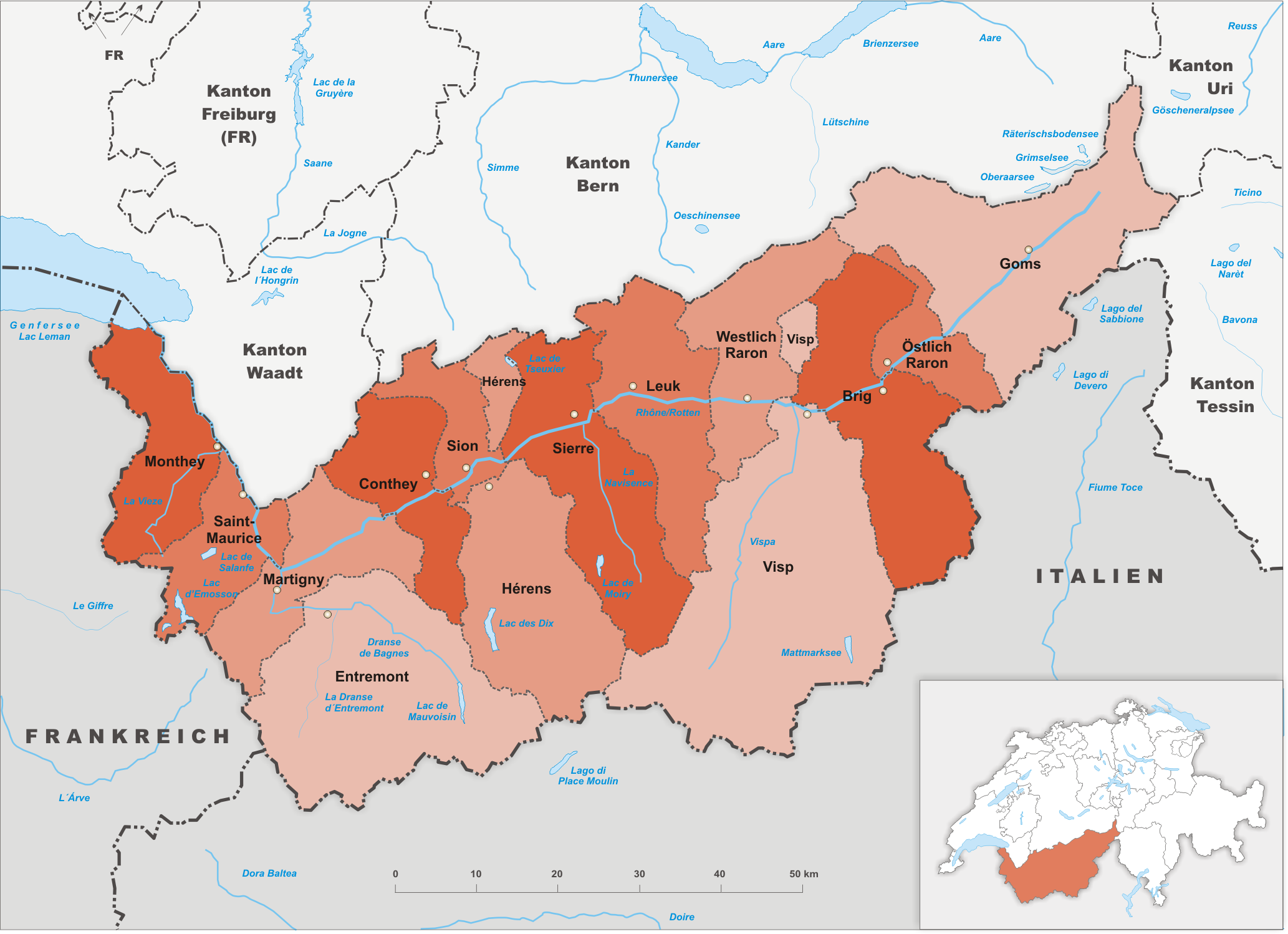
Le canton du Valais et ses districts.

Les sièges sont répartis par rapport à la population vivant dans les différents districts :
| District           | Sièges | Evolution 1993-1997 |
| Conches            | 3      |                     |
| Rarogne-oriental   | 2      |                     |
| Brigue             | 12     |                     |
| Viège              | 13     | -1                  |
| Rarogne-occidental | 4      |                     |
| Loèche             | 6      |                     |
| Sierre             | 18     |                     |
| Hérens             | 5      |                     |
| Sion               | 17     |                     |
| Conthey            | 10     |                     |
| Martigny           | 15     |                     |
| Entremont          | 6      |                     |
| St-Maurice         | 5      |                     |
| Monthey            | 14     |                     |
| Total              | 130    |                     |

### Résultats

#### Sièges par partis
| Parti | Parti                      | Sigle | Groupe                                          | Tendance politique                                   | Sièges  |
| ----- | -------------------------- | ----- | ----------------------------------------------- | ---------------------------------------------------- | ------- |
|       | Parti démocrate-chrétien   | PDC   | - PDCB (18) - PDCC (22) - CVPO (17) - CSPO (14) | démocrate chrétien conservateur christianisme social | 71 (-4) |
|       | Parti radical-démocratique | PRD   | R                                               | radical                                              | 34 (=)  |
|       | Parti socialiste           | PS    | - PSVR (16) - SOPO (5)                          | social-démocrate                                     | 21 (+5) |
|       | Parti Libéral              | PL    |                                                 | libéral                                              | 4 (-1)  |

#### Répartition des sièges par district
| District           | Total | PDC/CVPO | PDC/CVPO | CSPO | CSPO | PRD/FDPO | PRD/FDPO | PS/SPO | PS/SPO | PL | PL |
| ------------------ | ----- | -------- | -------- | ---- | ---- | -------- | -------- | ------ | ------ | -- | -- |
| Conches            | 3     | 2        |          | 1    |      |          |          |        |        |    |    |
| Rarogne-oriental   | 2     | 1        |          |      |      | 1        |          |        |        |    |    |
| Brigue             | 12    | 5        | -1       | 2    | -1   | 2        | +1       | 3      | +1     |    |    |
| Viège              | 13    | 5        | -1       | 6    | +1   | 1        |          | 1      |        |    |    |
| Rarogne-occidental | 4     | 2        |          | 2    |      |          |          |        |        |    |    |
| Loèche             | 6     | 2        | -1       | 3    | +1   |          |          | 1      |        |    |    |
| Sierre             | 18    | 7        | -1       |      |      | 7        |          | 4      | +1     |    |    |
| Hérens             | 5     | 3        |          |      |      | 1        |          | 1      |        |    |    |
| Sion               | 17    | 7        | -1       |      |      | 2        | -1       | 4      | +1     | 3  |    |
| Conthey            | 10    | 5        |          |      |      | 3        |          | 1      |        | 1  |    |
| Martigny           | 15    | 6        | +1       |      |      | 7        |          | 2      |        |    | -1 |
| Entremont          | 6     | 4        |          |      |      | 2        |          |        |        |    |    |
| St-Maurice         | 5     | 2        | -1       |      |      | 2        |          | 1      | +1     |    |    |
| Monthey            | 15    | 6        |          |      |      | 5        | −1       | 3      | +1     |    |    |
| Valais             | 130   | 57       | -4       | 14   | ±0   | 34       | ±0       | 21     | +5     | 4  | -1 |

## Conseil d'État
Le gouvernement du Canton du Valais, appelé Conseil d’État, est composé de cinq membres, renouvelés intégralement tous les quatre ans au scrutin direct.

### Mode d'élection
Les 5 sièges sont pourvus au scrutin majoritaire. Le canton forme une circonscription électorale unique.
La constitution garantit un conseiller d’État par région constitutionnelle (Haut-Valais / Valais Central / Bas-Valais). Les deux autres peuvent venir de n'importe quelle région du canton. Une règle stipule également qu'il ne peut y avoir plus d'un conseiller d’État issu du même district.
Les listes sont dites ouvertes et les électeurs ont ainsi la possibilité de les modifier en rayant ou ajoutant des noms, d'effectuer un panachage à partir de candidats de listes différentes ou même de composer eux-mêmes leurs listes sur un bulletin vierge. Toutefois il n'est pas possible de voter pour une personne qui ne figure pas sur une des listes déposées.
Le dépôt des listes a lieu jusqu'au 30 janvier, aucun numéro ne leur est attribué et elle n'ont pas nécessairement de nom en en-tête.
Pour être élu, un candidat doit recueillir la majorité absolue des voix au premier tour. Lorsque tous les sièges n'ont pas pu être pourvus au premier tour, un deuxième tour est organisé le deuxième dimanche qui suit le premier tour. Tous les candidats ayant obtenu un nombre de voix supérieur ou égal à huit pour cent du nombre total des votants peuvent se représenter. De même, une liste ayant obtenu un nombre de voix supérieur ou égal à huit pour cent du nombre total des votants peut présenter un ou plusieurs nouveaux candidats ou remplacer un ou plusieurs candidats. Les candidatures sur une liste au deuxième tour ne peuvent pas être plus nombreuses que le nombre de sièges qu'il reste à pourvoir.

### Campagne
Lors du premier tour, huit candidats se présentent à l’élection du Conseil d'État. Deux des cinq sortants se représentent pour une réélection.
Du côté des deux partis composant le Conseil d'État sortant la situation est la suivante :
Le Parti démocrate-chrétien présente 4 candidats, le sortant Wilhelm Schnyder, accompagné de Jean-René Fournier, Peter Furger et Jean-Jacques Rey-Bellet. Le Parti Radical Démocratique présente la candidature du sortant Serge Sierre.
Trois autres listes sont déposées pour tenter de conquérir un siège au Gouvernement :
Peter Bodenmann, pour le Parti socialiste, l'indépendant Michel Carron, "représentant du mécontentement populaire" et Paul Schmidhalter, un dissident du Parti Démocrate Chrétien.
À l'issue  du premier tour des élections, un seul candidat obtient la majorité absolue et est élu au premier tour. Le démocrate-chrétien Wilhelm Schnyder.
À l'échéance du dépôt des listes de candidature pour le deuxième tour, les candidatures de Serge Sierre (PRD), Jean-René Fournier (PDC), Ruth Kalbermatten (PDC), Jean-Jacques Rey-Bellet (PDC), Michel Carron (Ind.) et Peter Bodenmann (PS), sont déposées à la chancellerie d’État.
La démocrate-chrétienne Ruth Kalbermatten, de Viège, est choisie par son parti pour remplacer Peter Furger au deuxième tour. Le socialiste Peter Bodenmann, pour faire vaciller la représentation PDC au Conseil d’État, déménagera son domicile dans le district de Viège pour affronter directement la candidate PDC. Tandis qu'au sein du PRD, de nombreuses voix se font entendre, notamment celle de Pascal Couchepin, pour que le gouvernement valaisan soit plus équilibré et plus représentatif, appelant, à demi-mot, à voter pour le candidat radical et le candidat socialiste.
Le deuxième tour voit l'élection de deux démocrates-chrétiens, d'un radical et pour la première fois d'une représentant du Parti Socialiste.
Les candidats sont les suivants :
| Nom et Prénom           | Nom de liste |
| ----------------------- | ------------ |
| Wilhelm Schnyder*       | PDC/CVP      |
| Jean-René Fournier      | PDC/CVP      |
| Jean-Jacques Rey-Bellet | PDC/CVP      |
| Peter Furger            | PDC/CVP      |
| Serge Sierro*           | PRD/FDP      |
| Peter Bodenmann         | PS/SP        |
| Michel Carron           |              |
| Paul Schmidhalter       |              |

### Premier tour
| Candidats          | Candidats               | Liste              | Suffrages |
| ------------------ | ----------------------- | ------------------ | --------- |
|                    | Wilhelm Schnyder*       | PDC/CVP            | 51 702    |
|                    | Jean-René Fournier      | PDC/CVP            | 48 934    |
|                    | Jean-Jacques Rey-Bellet | PDC/CVP            | 44 820    |
|                    | Serge Sierro            | PRD/FDP            | 38 672    |
|                    | Peter Bodenmann         | PS/SP              | 37 967    |
|                    | Peter Furger            | PDC/CVP            | 33 860    |
|                    | Michel Carron           |                    | 14 871    |
|                    | Paul Schmidhalter       |                    | 14 252    |
| Bulletins blancs   | Bulletins blancs        | Bulletins blancs   | 2 338     |
| Bulletins nuls     | Bulletins nuls          | Bulletins nuls     | 2 645     |
| Bulletins valables | Bulletins valables      | Bulletins valables | 102 321   |
| Majorité absolue   | Majorité absolue        | Majorité absolue   | 51 161    |

### Deuxième tour
| Candidats          | Candidats               | Liste              | Suffrages |
| ------------------ | ----------------------- | ------------------ | --------- |
|                    | Peter Bodenmann*        | PS/SP              | 51 570    |
|                    | Serge Sierro*           | PRD/FDP            | 49 558    |
|                    | Jean-René Fournier      | PDC/CVP            | 45 811    |
|                    | Jean-Jacques Rey-Bellet | PDC/CVP            | 41 721    |
|                    | Ruth Kalbermatten       | PDC/CVP            | 40 989    |
|                    | Michel Carron           |                    | 11 563    |
| Bulletins blancs   | Bulletins blancs        | Bulletins blancs   | 1 017     |
| Bulletins nuls     | Bulletins nuls          | Bulletins nuls     | 1 976     |
| Bulletins valables | Bulletins valables      | Bulletins valables | 104 938   |